# Hrafn Önundarson
Hrafn Önundarson (975-1008) fue un escaldo y vikingo de Islandia, y uno de los protagonistas de Gunnlaugs saga ormstungu. Skáldatal le menciona como poeta del jarl de Lade Eiríkr Hákonarson y del rey Olaf Skötkonung de Suecia. Hrafn era hijo de Önundur Eilífsson.
Fue el rival de otro escaldo Gunnlaugr Ormstunga en lo que fue el último holmgang de Islandia y posteriormente en Noruega, con trágico resultado para ambos, Hrafn murió en el duelo y Gunnlaugr sufrió heridas que le causaron la muerte al poco tiempo, un hecho que conmocionó tanto a la isla que desembocó en la definitiva prohibición de esa práctica vikinga. La saga también se conoce como Saga de Gunnlaugr y de Hrafn.
Tres estrofas de su autoría se conservan en la misma saga.